# Landungsari (Dau)
Landungsari is een bestuurslaag in het regentschap Malang van de provincie Oost-Java, Indonesië. Landungsari telt 10.598 inwoners (volkstelling 2010).